# Belgiskt öl
Den belgiska ölkulturen utmärks av sin stora mångfald av sorter: överjästa, spontanjäst öl, fruktöl och trappistöl. Belgien har ofta kallats "ölets Disneyland".
Belgiskt öl serveras traditionsenligt alltid i glas särskilt tillverkade för ölsorten.

## Några belgiska ölsorter
- Affligem
- Duvel
- Stella-Artois
- Delirum tremens
- Kriek
- de Koninck
- Gulden Draak
- Grimbergen
- Hoegaarden
- Straffe Hendrik
- Kwak
- Leffe
- Palm
- Maes
- Rodenbach
- Corsendonk
- Brugs
- Kasteel
- Tripel Karmeliet
- Maredsous
- Belpils
- Ename
- Brugge
- Celis
- La Chouffe
- Grottenbier
- St Bernadus
- Ciney

## Belgiska Trappistöl
- Achel
- Chimay
- Orval
- Rochefort
- Westmalle
- Westvleteren